# Inopeplus wolcotti
Inopeplus wolcotti is een keversoort uit de familie platsnuitkevers (Salpingidae). De wetenschappelijke naam van de soort werd in 1943 gepubliceerd door Blackwelder.